# Ryan Babel
Ryan Babel (Amsterdam, 19. prosinca 1986.) bivši je nizozemski nogometaš surinamskog porijekla. 

## Karijera
U Ajaxovu nogometnu školu došao je 1998. godine. S Ajaxom je u siječnju 2004. potpisao svoj prvi profesionalni ugovor, a već 1. veljače debitira za prvu momčad Ajaxa u pobjedi nad Den Haagom od 4:0. Devet mjeseci kasnije u utakmici s De Graafschapom postiže svoj prvi seniorski gol. Do 2007. godine i prelaska u Liverpool za Ajax je odigrao 73 prvenstvena dvoboja i postigao 14 pogodaka. S Liverpoolom je potpisao petogodišnji ugovor. Za Liverpool je ubilježio 91 nastup uz 12 postignutih pogodaka. Nakon četiri godine u engleskoj Premier ligi prelaziu u njemačkog bundesligaša Hoffenheim gdje je proveo 18 mjeseci i pritom postigao 6 golova u 51 nastupu za klub. Nakon razlaza s Hoffenheimom vraća se u svoj matični Ajax s kojim osvaja nizozemsko prvenstvo u sezoni 2012./13. U toj jednoj sezoni odigrao je 16 prvenstvenih utakmica i postigao 4 pogotka. Nakon toga, u ljeto 2013.,  prelazi u turskog prvoligaša Kasımpaşu. U siječnju 2017. godine je Babel potpisao za svoj drugi turski klub istanbulski Beşiktaş.
Nastupao je za mlađe nizozemske reprezentativne selekcije, a s reprezentacijom za igrače do 21 godine osvojio je europsko prvenstvo 2007. godine kad je u finalu Nizozemska savladala Srbiju rezultatom 4:1. Babel je u toj utakmici postigao pogodak, te je proglašen igračem utakmice. Za A reprezentaciju igrao je od 2005. do 2011. godine. U tom je vremenu odigrao 43 utakmice uz 5 postignutih pogodaka. Na SP u Južnoj Africi bio je član nizozemske reprezentacije koja je osvojila drugo mjesto.

## Vanjske poveznice
- Profil na transfermarkt.de
- Profil  Arhivirana inačica izvorne stranice od 14. kolovoza 2017. (Wayback Machine) na soccerway.com